# 香西駅
香西駅（こうざいえき）は、香川県高松市香西東町にある、四国旅客鉄道（JR四国）予讃線の駅である。駅番号はY01。
普通列車以外は通過となるため、瀬戸大橋線系統の列車は停車しない。

## 歴史
日本国有鉄道（国鉄）時代は仮乗降場同然の扱いで普通列車もほとんどが当駅を通過していた。そのため隣接する高松駅の駅名標では「きなし（こうざい）」と隣駅が2段書きされ、当駅は括弧書きという扱いで表記されているものもあった。それでも、1日1往復しか停車しない八十場駅・讃岐府中駅や1往復半だけの讃岐塩屋駅などよりは若干多くの列車が停まっていた。またその頃の当駅は、駅舎どころか上屋もなく、特に高松方面（上り）ホームは整備が行き届いているとは言いがたい状態であった。線路側と反対側の面は、緩やかな斜面で隣接の畑と溶け込み、その境目にはソテツが数本植えてあるような状態であり、また、ホームの先端も境目が犬走りと同化しているような有様だった。
なお、1967年（昭和42年）に端岡駅までの区間が複線化されるまでは、当駅が複線区間の最西端であり、行き違い列車の待ち合わせのため、相当な本数の列車が運転停車していた時期もある。その後、複線化が西進すると、再びほとんどの列車が通過する駅になってしまった。
JR化直前の電化完成後は停車列車が大幅に増えた。非電化時代の気動車に比べ、機動性の高い電車の導入により生まれた余裕時分を振り向けて、より多くの駅に停車するようにしたためである。
また讃岐鉄道時代に香西仮停車場が1899年（明治32年）3月10日より1900年（明治33年）12月まで設置されていた。

### 年表
- 1952年（昭和27年）1月27日：国鉄予讃本線の駅として開業[5]。旅客駅[2]。
- 1956年（昭和31年）11月19日：交換設備が完成し、2面2線となる[6][7]。
- 1967年（昭和42年）9月22日：当駅 - 鬼無駅間が複線化され、無人駅化[1]。
- 1987年（昭和62年）4月1日：国鉄分割民営化に伴い、四国旅客鉄道（JR四国）の駅となる[2]。
- 1995年（平成7年）3月19日：自動券売機を設置[8]。
- 2014年（平成26年）3月1日：ICカード「ICOCA」の利用が可能となる[9]。ICカード専用簡易改札機で対応。

## 駅構造

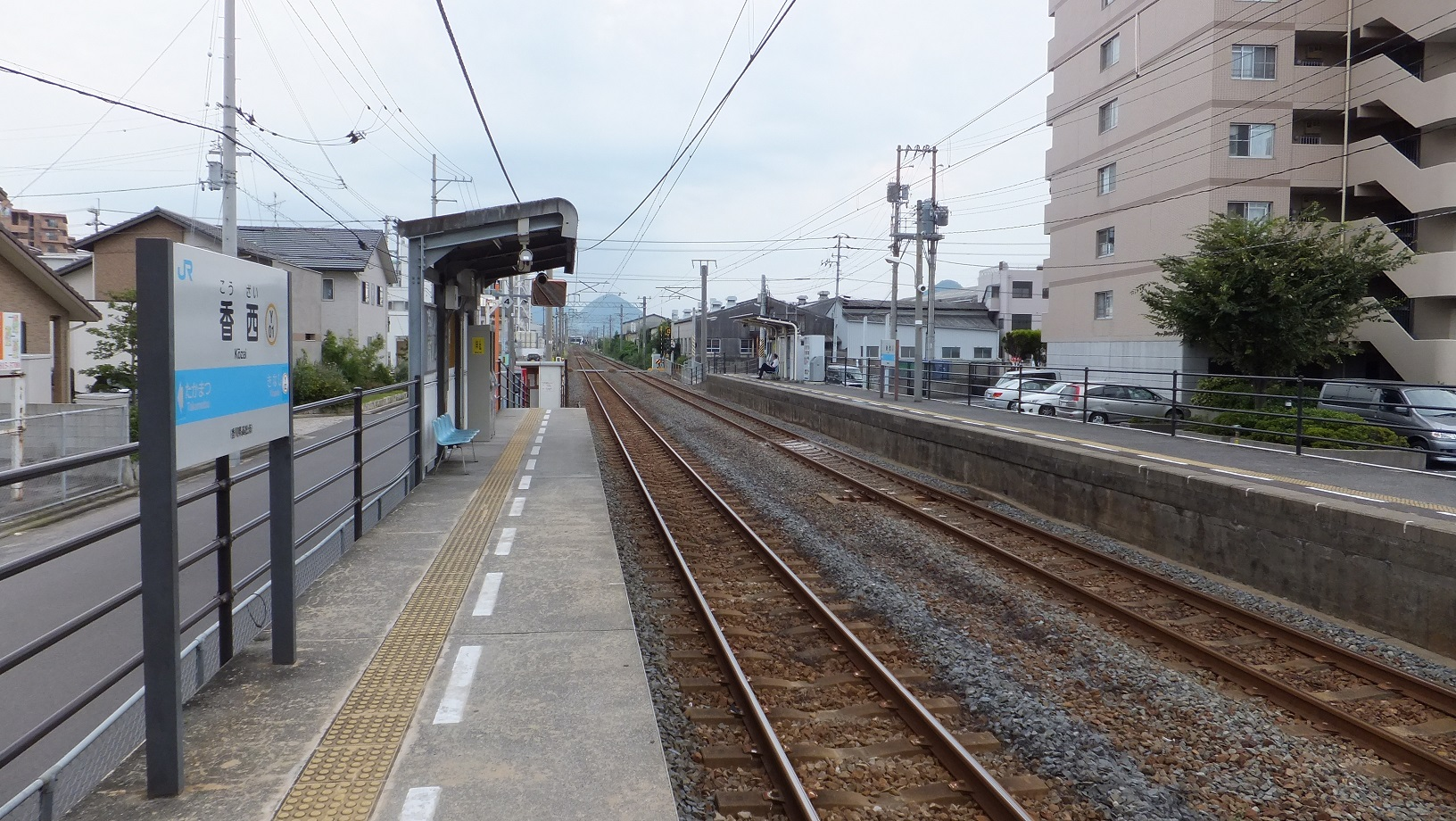
坂出方面ホーム（2015年9月、画像奥が坂出方面）

相対式ホーム2面2線を有する地上駅。無人駅である。国鉄末期の予讃線電化と前後して、それぞれのホームに設置された上屋と、民営化後に設置された自動券売機小屋が坂出方面ホーム入口脇にある。1996年（平成8年）に初めて、自動券売機小屋と券売機 が設置されたのは高松方のホームだった。
かつてホームは2両分の長さしか無く、進行方向後寄り2両のみドアを開閉し、前寄り1 - 2両は締切扱いとされていた。4両分の長さまでホームが延伸される までは、土讃線阿波池田駅発着の気動車列車はドア締切りができないため、当駅を通過していた。

### のりば
| のりば | 路線    | 方向 | 行先                     |
| ------ | ------- | ---- | ------------------------ |
| 1      | ■予讃線 | 上り | 高松方面                 |
| 2      | ■予讃線 | 下り | 多度津・観音寺・琴平方面 |

## 利用状況
1日平均の乗車人員は以下の通り。
| 乗車人員推移       | 乗車人員推移 |
| 年度               | 1日平均人数  |
| ------------------ | ------------ |
| 2007年（平成19年） | 435          |
| 2008年（平成20年） | 443          |
| 2009年（平成21年） | 435          |
| 2010年（平成22年） | 446          |
| 2011年（平成23年） | 442          |
| 2012年（平成24年） | 457          |
| 2013年（平成25年） | 473          |
| 2014年（平成26年） | 474          |
| 2015年（平成27年） | 514          |
| 2016年（平成28年） | 524          |
| 2017年（平成29年） | 533          |
| 2018年（平成30年） | 556          |
| 2019年（令和元年） | 569          |
| 2020年（令和02年） | 478          |
| 2021年（令和03年） | 487          |
| 2022年（令和04年） | 500          |

## 駅周辺
周辺は高松の市街地となっている。国鉄時代の長い間は、当駅に停車する列車が少なかったこともあり、当駅周辺は田畑が広がり数軒の民家が点在するだけであった。その後、産業道路（香川県道176号檀紙鶴市線）が開通した影響もあり、徐々に企業事務所や倉庫の建設、宅地の開発は始まっていたが、マンションや住宅が林立し市街地化したのは、列車の停車本数が飛躍的に増えた2000年代以降のことである。ちなみに、当駅西側に隣接するオレンジハイツ香西は、JR四国傘下のよんてつ不動産最初期の分譲物件の1つである。
- トーカイ本社
- 香川県警察本部運転免許センター
- 高松市立勝賀中学校
- アオイ電子本社
- 香川県道16号高松王越坂出線
- 香川県道33号高松善通寺線
- 香川県道175号衣掛郷東線
- 香川県道176号檀紙鶴市線
- DCM香西店

高松貨物ターミナル駅（JR貨物）は当駅から南西へ離れた所を流れる本津川の対岸にある。

## 隣の駅
四国旅客鉄道（JR四国）
■予讃線
■快速「マリンライナー」・■快速「サンポート」
通過
■普通
高松駅 (Y00) - 香西駅 (Y01) - （高松貨物ターミナル駅） - 鬼無駅 (Y02)